# Yasmin Finney
Yasmin Finney (* 30. August 2003 in Manchester) ist eine britische Schauspielerin. Sie wurde bekannt durch die Netflix-Serie Heartstopper.

## Leben und Karriere
Finney ist eine Transfrau und wuchs in Manchester zusammen mit ihrer Halbschwester bei ihrer alleinerziehenden Mutter auf. Sie ist mütterlicherseits jamaikanischer Abstammung und väterlicherseits italienisch-irischer Herkunft. In ihrer Kindheit nahm sie an verschiedenen regionalen Theaterproduktionen teil, zum Beispiel am Sackville Theatre der University of Manchester, am Royal Exchange Theatre und am Aylesbury Waterside Theatre. Sie studierte Schauspiel am Manchester College.
Zunächst erlangte Finney durch ihre Videos auf TikTok Bekanntheit, wo sie über ihre Erfahrungen als Schwarze britische Transgender-Teenagerin erzählte. 2022 erschien Finney in der Netflix-Serie Heartstopper in der Rolle als Elle Argent, die eine Transgender-Figur darstellt. Am 16. Mai 2022 wurde bekannt gegeben, dass Finney im Jahr 2023 in die Besetzung von Doctor Who aufgenommen wird. Ihre Figur, „Rose“, stellt die Tochter von „Donna Noble“ dar, einer Begleiterin (Companion) des neuen Doctors, der von David Tennant gespielt wird.

## Jugend
Finney wurde am 30. August 2003 als Tochter einer jamaikanischen Mutter und eines englischen Vaters irischer und italienischer Abstammung geboren. Sie besuchte die Ashton-on-Mersey School, die zum Zeitpunkt ihres Besuchs zu The Dean Trust gehörte. Sie und ihre Halbschwester wuchsen in Manchester bei ihrer alleinerziehenden Mutter auf. Als sie aufwuchs, wirkte sie in einer Reihe von lokalen Theaterproduktionen mit, unter anderem im Sackville Theatre der Universität Manchester, im Royal Exchange Theatre und im Aylesbury Waterside Theatre. Sie studierte darstellende Künste am Manchester College. Vor ihrem schauspielerischen Durchbruch gewann sie zunächst eine Fangemeinde durch ihre TikTok-Videos, in denen sie über ihre Erfahrungen als schwarze britische Transfrau im Teenageralter berichtete.

## Filmografie
- 2022–2024: Heartstopper (Fernsehserie, 24 Folgen)
- 2023–2024: Doctor Who (Fernsehserie, 4 Folgen)

## Theaterrollen
- Rose in Page to Stage (Royal Exchange, Manchester)
- Ismone in Antigone von Sophokles (Waterside, Sale)
- Christine in Port (Sackville Theatre)
- Leah in DNA (Sackville Theatre)[9]

## Auszeichnungen
- 2022: Gay Times Honours: Pionierin auf dem Bildschirm
- 2022: Rose d’Or: Aufstrebendes Talent
- 2022: SoHo House Awards: Durchbruch einer Schauspielerin